# نینو سیلوسانی
نینو سیلوسانی (گرجی: ნინო წილოსანი؛ زادهٔ ۱۹ فوریهٔ ۱۹۸۲ یک سیاست‌مدار اهل گرجستان است.
وی از سال ۲۰۱۶ نماینده مجلس گرجستان است.

## زندگی‌نامه
در سال ۲۰۰۲ او از دانشکده روابط اقتصاد بین‌المللی دانشگاه دولتی تفلیس با مدرک کارشناسی ارشد فارغ‌التحصیل شد. در سال ۲۰۰۷ او دوره آموزش حسابداری را در سال ۲۰۱۵ گذراند. وی همچنین اصول پایه سیاست را در دانشگاه آکسفورد تحصیل کرده‌است.

## سوابق
- وی از سال ۲۰۰۳ تا ۲۰۰۷ به عنوان رئیس گروه اقتصصاد و دارایی یک کارخانه تعمیر واگن برقی بود.
- درسال ۲۰۱۱ رئیس هیئت نظارت شرکت LLC شد.
- از سال ۲۰۱۶ وی عضو مجلس گرجستان است و دبیری فراکسیون رؤیای گرجستان را برعهده دارد.